# La Révolution de 1848
Pour plus de détails, voir Fiche technique et Distribution.
La Révolution de 1848 est un documentaire français réalisé par Victoria Mercanton et Marguerite de la Mure, sorti en 1950.

## Synopsis
À partir de dessins, peintures, etc. d'artistes de l'époque, histoire de la révolution de 1848.

## Fiche technique
- Titre original : La Révolution de 1848
- Titre anglais : 1848
- Réalisation : Victoria Mercanton et Marguerite de la Mure
- Scénario : Pierre Courtade
- Photographie : André Dumaître
- Son : Wilfrid Garrett
- Musique : Guy Bernard
- Société de production : Coopérative générale du cinéma français
- Pays de production :  France
- Langue originale : français
- Format : Noir et blanc  — 35 mm — 1,37:1 — son mono
- Genre : Film documentaire, Film historique
- Durée : 20 minutes
- Date de sortie : 
  - Royaume-Uni : 23 mars 1950

## Distribution
- Bernard Blier : le narrateur

## Distinctions
- Oscars 1950 : nomination pour l'Oscar du meilleur court métrage documentaire